# Jürgen P.K. Grunau
Jürgen P.K. Grunau, né en 1953 à la Dithmarse dans le Schleswig-Holstein, est un auteur de jeux de société allemand. 
Il a créé tous ses jeux en collaboration avec Wolfgang Kramer et Hans Raggan au sein d'une association d'auteurs appelée Krag-Team (pour Kramer-RAggan-Grunau).

## Ludographie succincte

### Seul
- Just 4 Fun, 2006, Kosmos, Schweizer Spielepreis  enfants 2006
- Just 4 Fun Colors, 2010, Kosmos
- Draculix, 2012, Haba
- Geheimcode 13+4, 2012, Haba
- Cuatro, 2013, Noris
- 5er finden, 2019, Haba[2]

### AvecWolfgang KrameretHans Raggan
- Thrill, 1996, F.X. Schmid
- Gulo Gulo, 2003, Zoch / Gigamic
- Robbys Rutschpartie, 2003, Kosmos
- Giro galoppo, 2006, Selecta Spiel
- Blox, 2008, Ravensburger
- Wettpuzzeln auf dem Bauernhof, 2015, Kosmos